# U87细胞
U87（亦稱ATCC HTB-14）是一种人类胶质母细胞瘤細胞系，常用於乳腺癌研究。U87原称为U-87 MG（是 Uppsala 87 Malignant Glioma 的首字母缩写）, 具有上皮組織的形態，由乌普萨拉大学1966年在一位44岁女性病人身上提取，1973年起保存于紀念斯隆-凱特琳癌症中心，1982年美国典型培养物保藏中心（ATCC）收录。但在2016年，一项研究显示ATCC保存的U87细胞系已被其它细胞系污染。

## 外部連結
- ATCC record for HTB-14 （页面存档备份，存于）
- Cellosaurus entry for U87 （页面存档备份，存于）